# Álex Dos Santos
Alejandro dos Santos Ferreira (Xinguara, Pará, Brasil, 15 de enero de 1999), más conocido como Álex dos Santos, es un futbolista hispano-brasileño que juega de guardameta y su equipo es el C. D. Móstoles URJC de la Tercera Federación.

## Trayectoria
Es un guardameta hispano-brasileño nacido en Xinguara, en el estado de Pará, pero criado en Extremadura, al que ingresó en 2011 a las categorías inferiores del Atlético de Madrid con apenas 12 años procedente de la Asociación Deportiva Don Benito y pasaría por todas las categorías del club colchonero. Al poco de ingresar en la cantera rojiblanca se alzó con el torneo de Sub-12 de Arona en 2011.
Iría quemando etapas en el Atlético de Madrid hasta que en la temporada 2017-18 jugaría en el Atlético de Madrid Juvenil "A" a las órdenes de Manolo Cano con el que disputaría como titular los partidos de la Liga Juvenil de la UEFA, sería campeón de liga de la División Honor Juvenil, de la Copa de Campeones y de Copa del Rey, formando parte de la plantilla del triplete.
En esa misma temporada fue convocado por el Cholo Simeone para estar banquillo del primer equipo en un duelo de la Liga Europa.
Durante la temporada 2018-19 hizo su debut con el Atlético de Madrid "B" en la Segunda División B, además de ser un habitual en los entrenamientos del primer equipo a las órdenes de Diego Simeone, siendo el tercer portero del primer equipo. 
El 8 de febrero de 2019 amplía su contrato hasta el 30 de junio de 2022.
El 20 de agosto de 2020 se oficializó su traspaso al N. K. Lokomotiva de la Primera Liga de Croacia por dos temporadas, dentro de la operación llegada de Ivo Grbić al Atlético de Madrid. En dicha operación el Atlético se quedó con el 40% de sus derechos en una futura venta o por si fuese necesario repescarle.
A mitad de temporada regresó a España para jugar en el Getafe C. F. "B" y en julio de 2021 firmó por el C. D. Toledo. En septiembre del año siguiente optó por seguir su carrera en el C. D. Móstoles URJC.

## Clubes
| Club                   | País    | Año       |
| ---------------------- | ------- | --------- |
| Atlético de Madrid "B" | España  | 2018-2020 |
| N. K. Lokomotiva       | Croacia | 2020-2021 |
| Getafe C. F. "B"       | España  | 2021      |
| C. D. Toledo           | España  | 2021-2022 |
| C. D. Móstoles URJC    | España  | 2022-     |